# Grayson Waller
Matthew Farrelly (Sídney, Nueva Gales del Sur, 21 de marzo de 1990) es un luchador profesional australiano. Actualmente trabaja para la empresa estadounidense WWE, donde se presenta en la marca Raw  bajo el nombre de Grayson Waller. Antes de firmar con WWE, luchó en el circuito independiente con el nombre de Matty Wahlberg.

## Carrera

### Circuito independiente (2017-2021)
El 15 de abril de 2017, en un evento de Newcastle Pro Wrestling, debutó bajo el nombre de Matty Wahlberg, perdiendo ante SnapChad. Formó un tag team con Carter Deams, conocido como The BABES (Blonde And Blue Eyed Squad), dirigido por Harley Wonderland. Luego volvió a la competición individual y recibiría un combate por el Campeonato de Peso Pesado de la PWA contra Caveman Ugg, pero perdió contra Ugg en el PWA Black Label: Wahlberg Vs. Ugg en marzo de 2019. En el evento PWA Black Label: Break Their Back & Make Them Rumble, Wahlberg perdió contra T. J. Perkins. En el evento PWA Black Label: Colosseum, Wahlberg ganó el torneo Colosseum 2019 al derrotar a Chris Basso en la primera ronda, a Orange Cassidy en las semifinales y a Travis Banks en la final. Después de que el evento PWA Black Label: It Started Out With A Kiss, se dirigió al público en directo para informarles de que dejaba la PWA.

### WWE (2021-presente)
El 14 de marzo de 2021, se informó de que había firmado con la WWE. En el episodio del 11 de junio de 205 Live, hizo su debut en la WWE bajo el nombre de Grayson Waller, derrotando a Sunil Singh. En el episodio del 28 de septiembre de NXT, retó sin éxito a Roderick Strong por el Campeonato Crucero de NXT. En el episodio del 9 de noviembre de NXT, perdió ante Solo Sikoa en un combate de triple amenaza que también incluía a LA Knight.
En el episodio del 23 de noviembre de NXT, insultó a los fans, convirtiéndose así en heel. En NXT WarGames, formó equipo con Bron Breakker, Carmelo Hayes y Tony D'Angelo como Team 2.0, donde derrotaron al Team Black & Gold (Johnny Gargano, LA Knight, Pete Dunne y Tommaso Ciampa) en un WarGames Match. En el siguiente episodio de NXT, atacó brutalmente a Johnny Gargano durante su promo de despedida en la que agradeció a sus fans y amigos, cimentando así su turno heel. En el episodio del 21 de diciembre de NXT, atacó a Dexter Lumis tras el combate de este último y anuncia que desmantelará el antiguo NXT uno por uno, y luego se enfrentó a AJ Styles a quien había criticado en las redes sociales unos días antes. En NXT: New Year's Evil, Styles volvió a enfrentarse a Waller, lo que provocó una pelea entre ambos. La semana siguiente, en el episodio del 11 de enero de NXT 2.0,  perdió contra Styles. Tras el combate, fue atacado por el regreso de LA Knight. 
En el episodio del 2 de febrero de NXT 2.0, Waller junto a su nueva "póliza de seguros" Sanga interfirió en el combate de Knight contra Joe Gacy, haciendo que Knight perdiera el combate.
En el especial de NXT Roadblock del 8 de marzo derrotó a Knight en una lucha de último hombre en pie, necesitando la ayuda de Sanga para superar la cuenta de 10 y volver a ponerse en pie.
En NXT: Stand & Deliver, se enfrentó a Cameron Grimes, Carmelo Hayes, Santos Escobar y Solo Sikoa por el Campeonato Norteamericano de NXT en una Ladder Match durante el combate subió a una escalera de 2.5 metros e intentó realizar un codazo pero el tiro le salió por la culata ya que Waller no golpeó a quien pretendía, de hecho no golpeó nada más que la escalera. El brazo se le quedó flojo y más tarde empezó a convulsionar.

## Otros medios
En 2019, apareció en el programa australiano Survivor: Champions vs. Contenders 2. Compitió en el equipo de Contenders, y acaparó la atención por su personalidad franca, interpretando esencialmente una versión de su personaje de lucha libre Matty Wahlberg en el reality. Fue eliminado de la competición tras varias semanas en la isla.
También hizo una aparición en Young Rock en 2021, interpretando el papel de Ric Flair.

## Campeonatos y logros
- Future Wrestling Australia
  - Campeonato de Peso Pesado de la FWA (1 vez)[16]
- Newcastle Pro Wrestling
  - Campeonato de Peso Medio de Newy Pro (1 vez)[16]
  - King of the Castles (2018) - con Carter Deams[17]
- Pro Wrestling Australia
  - Ganador del Coliseo de la PWA 2019[3]
- Wrestling GO!
  - Wrestling GO! Campeonato con Medalla de Plata (1 vez)[16]
  - Wrestling GO! Campeonato de Sandía 24/7 (1 vez)[18]
  - Wrestling Go! Premios de fin de año (3 veces)
    - Luchador masculino del año (2018)[19]
    - Lucha del año (2018) - Dalton Castle vs. Matty Wahlberg vs. Ricky South[20]
    - Rivalidad del año (2018) - Matty Wahlberg vs. Ricky South[21]
- WWE
  - (SmackDown) WWE Tag Team Championship (1 vez) – con Austin Theory
  - Men's Iron Survivor Challenge (2022)[22]

- Pro Wrestling Illustrated
  - Clasificado como el número 439 de los mejores luchadores individuales en el PWI 500' en 2021[23]